# Ghiffa
Ghiffa är en ort och kommun i provinsen Verbano Cusio Ossola i regionen Piemonte i Italien. Kommunen hade 2 354 invånare (2018).